# Test Icicles
Test Icicles war eine in London beheimatete von 2004 bis 2006 bestehende Band, die in ihrer Musik verschiedene Punk- und Indie-Rock-orientierte Stile vereinte.
Obwohl die Test Icicles in Großbritannien gegründet wurden, war nur ein Engländer in der Band – Rory Attwell. Sowohl Sam Mehran als auch Dev Hynes stammen aus den USA, allerdings wuchs Hynes in Edinburgh auf und Mehran lebte, bevor er nach London zog, einige Jahre im australischen Adelaide.
Hauptsächlich ist ihre Musik wohl dem Hardcore- und Dance-Punk zuzuordnen, doch sind ebenso musikalische Elemente aus einigen anderen Genres zu finden, wie z. B. Indie-Rock oder Alternative Rock.
Der Name leitet sich nach Aussage der Plattenfirma nicht vom englischen Wort „testicles“ (dt. Hoden) ab, sondern bezieht sich viel mehr auf das Prüfen von Eiszapfen (engl. icicle) auf Stärke und Festigkeit, um diese als Waffe zu benutzen. Diese Erklärung ist in Fankreisen umstritten, da ein anderes frühes gemeinsames Nebenprojekt von Attwell und Mehran schlicht „Balls“ (dt. Eier als vulgärer Ausdruck für Hoden) hieß.
Im Frühjahr 2006 löste sich die Band auf.

## Geschichte
2004 lernten sich Rory Attwell und Sam Mehran in London kennen, bald darauf kam es zur musikalischen Zusammenarbeit, zunächst als Balls. Diese Band bestand nur wenige Wochen, in denen eine Demo-CD zusammengestellt wurde, wenig später wurden Test Icicles gegründet. Devonte Hynes stieß noch im gleichen Jahr zunächst als Aushilfe nach dem Ausstieg des dritten Bandmitgliedes kurz vor einem Konzert als Vorgruppe von The Unicorns in Brighton hinzu und blieb darauf als ständiges Bandmitglied.
Als die Band ein Demo aufgenommen hatte, wurde dieses zuerst im Freundes- und Bekanntenkreis der Bandmitglieder verteilt, bis es schließlich eher zufällig bei einer Plattenfirma landete. Diese lud die Test Icicles zu Studioaufnahmen für die Songs ein, um das Demoband noch einmal in besserer Qualität aufzunehmen. Erst als diese neue Version des Demos in Umlauf kam, wurden auch andere Plattenfirmen auf die Band aufmerksam, bis schließlich Domino Records, die u. a. Bands wie Franz Ferdinand oder The Kills unter Vertrag haben, den Zuschlag bekam.
Im Oktober 2005 erschien das Album For Screening Purposes Only in Großbritannien, im November auch in Deutschland, durch eigenwillige Auftritte in Shows wie Sarah Kuttner und einigen wenigen Clubgigs im Winter 2005/06 wurde die Band auch in Deutschland bekannter.
Die für 2006 geplante Amerika-Tournee wurde von den Test Icicles bereits im Vorfeld abgesagt, die Plattenfirma bestätigte wenig später, dass die Auflösung der Band nach der Großbritannien-Tour der Grund dafür ist – angeblich war das Projekt Test Icicles von Anfang an nur für einen begrenzten Zeitraum geplant. Die Homepage sowie das offizielle Myspace-Profil der Band wurden im November 2006 geleert bzw. gelöscht.
Nach der Auflösung der Band gründete Rory Attwell im Frühjahr 2006 die Band RAT:ATT:AGG, die sich im August 2007 in Wrists umbenannte und ist seit Ende der 2000er Jahre als Musikproduzent tätig. Devonte Hynes startete das Projekt Lightspeed Champion und später Blood Orange. Sam Mehran veröffentlichte ab 2009 unter anderem unter dem Projektnamen Outer Limits Recordings Musik und arbeitete als Musikproduzent. Er wurde am 29. Juli 2018 tot in seiner Wohnung in Los Angeles aufgefunden.

## Diskografie

### Alben
- For Screening Purposes Only (2005; Domino Records)
- Dig Your Own Grave (Remixes 2006; Domino Records)

### Singles
- Circle, Square, Triangle (2005)
- Boa vs. Python (2005)
- What's Your Damage? (2006)
- Totally Re-F***ked (2006)
- Pull the Lever (2006)